# Загальноосвітня школа № 8 (Кременчук)
Кременчу́цька гімназія № 8 —  заклад загальної середньої освіти №8 розташований у Кременчуці

## Історія
Гімназія була відкрита 1977 року. Перший директор — Ульянов Іван Михайлович. З 1978 по 1991 роки у гімназії працював клуб інтернаціональної дружби «Глобус». Протягом 1970—1980-х років у гімназії функціонували театри «Салют» і «Райдуга».
1997 року музей 9-ї ГПДД було реконструйовано в музей Бойової слави.
У 1970-ті роки в гімназії існував вокально-інструментальний ансамбль «Крила», який виступав перед учнями, брав участь у оглядах і фестивалях. Керівником був учитель математики — Юрій Трінус.

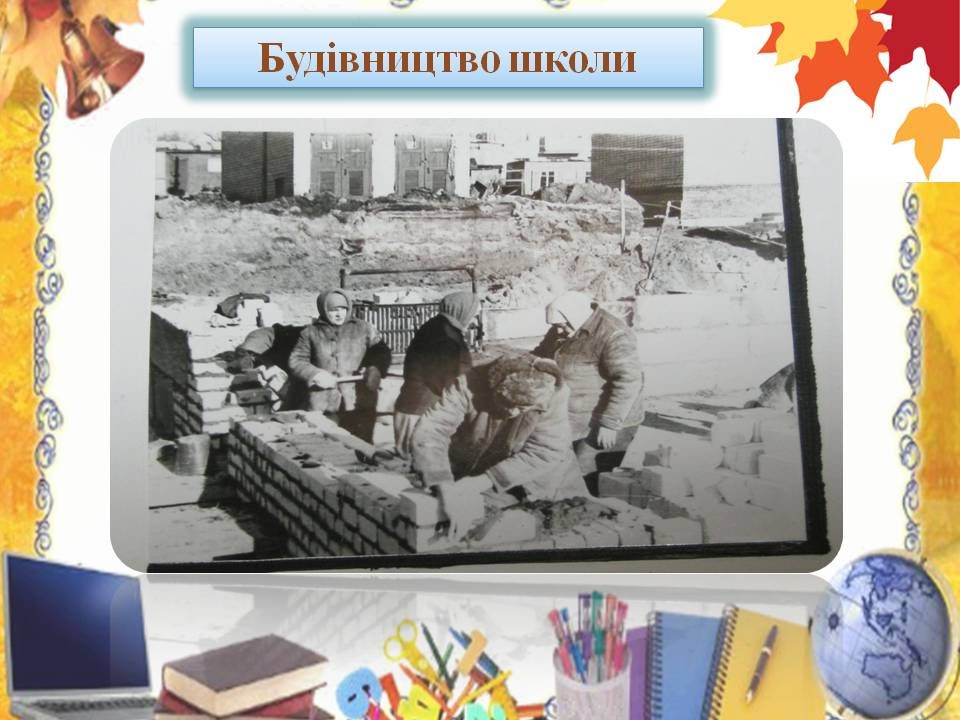
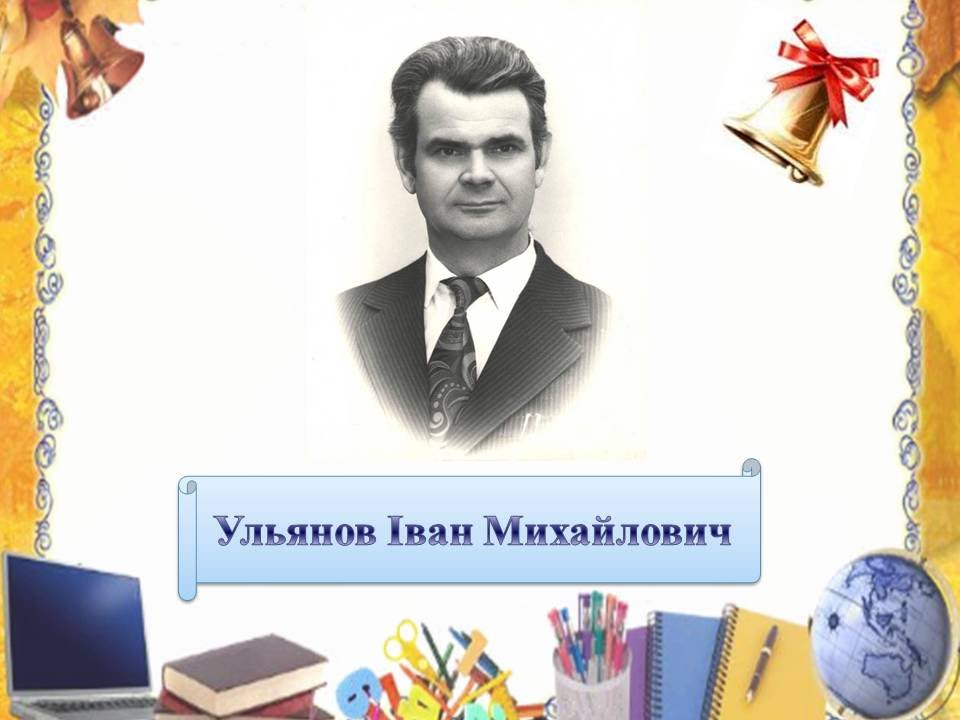